# Honey Is Cool
Honey Is Cool var ett indiepopband från Göteborg som hade sin storhetstid under senare hälften av 1990-talet. Deras musik kännetecknades bland annat av sångerskans säregna och lite juvenila röst. Gruppen bildades 1994 och släppte sin sista skiva år 2000.
Flera av medlemmarna, till exempel Karin Dreijer, Håkan Hellström och Anders Göthberg har ingått i andra kända musikgrupper.

## Biografi
Honey Is Cool bildades 1994 i Göteborg av Karin Dreijer (sång, gitarr) Johan Hagström (trummor) och Staffan Larsson (bas). Anders Göthberg anslöt sig till gruppen en kort period innan han ersattes av John Jern. Bandet spelade in en demo, som ledde till spelningar på Emmaboda- och Hultsfredsfestivalerna. Demon ledde även till ett kontrakt med skivbolaget Sunspot Records, på vilket man 1995 släppte debut-EP:n Focky Focky No Pay. Inför denna skiva hade gruppens ursprunglige trummis Hagström ersatts av Håkan Hellström. Paul Källman hade även tillkommit på synth. Honey Is Cool hann också med att släppa en split-7" tillsammans med Supergrass innan året var slut.
Debut-EP:n mottog goda recensioner och bandet tog därför beslutet att söka sig till ett större skivbolag. Valet föll på MVG Records som två år senare, 1997, utgav debutalbumet Crazy Love. Skivan producerades av Mikael Herrström och gästades bl.a. av Viktor Brobacke. Från albumet utgavs singeln Nach Heart.
Även om debutalbumet fick positiv kritik så uteblev försäljningsframgångarna. Dreijer sjöng medvetet barnsligt och låtarna skrevs medvetet så att de inte skulle bli hitar. Bandets ovilja att ändra på detta gjorde att bandet bröt med MVG och istället bildade det egna skivbolaget Rabid Records. Honey Is Cool genomgick samtidigt flera medlemsbyten. Håkan Hellström lämnade för att satsa på Broder Daniel och Fredrik Wennerlund tog därför hans plats som trummis. Samtidigt lämnade keyboardisten Carl Larsson gruppen och ersattes av Dan Lepp, som i sin tur ersattes av Tina Weibull kort därefter. Våren 1999 släpptes EP-skivan Bolero! på Rabid Records, vilken följdes av gruppens andra studioalbum Early Morning Are You Working?, även den på Rabid Records. Såväl EP:n som albumet producerades av Jari Haapalainen. På albumet fanns även Pelle Gunnerfeldt med som producent. Från albumet släpptes singeln There's No Difference.
Såväl EP:n som albumet mottogs, likt sina föregångare, med positiva recensioner men också uteblivna försäljningsframgångar. Bandet släppte ytterligare en EP, Baby Jane, år 2000. Titelspåret från EP:n, Rod Stewart-covern "Baby Jane", blev en radiohit samma år. Även denna EP producerades av Haapalainen, som även bidrog som musiker. Honey Is Cool splittrades samma år när Dreijer beslutade sig för att satsa på The Knife.

## Bandmedlemmar
| Sång                      | Gitarr                      | Bas                         | Trummor                        | Keyboard/synthesizer          |
| ------------------------- | --------------------------- | --------------------------- | ------------------------------ | ----------------------------- |
| Karin Dreijer (1994–2000) | Anders Göthberg (1994–1994) | Staffan Larsson (1994–2000) | Johan Hagström (1994–1995)     | Paul Källman (1995–1997)      |
|                           | John Jern (1994–2000)       |                             | Håkan Hellström (1995–1997)    | Carl Larsson (1997–1999)      |
|                           |                             |                             | Fredrik Wennerlund (1998–2000) | Dan Lepp (1999–1999)          |
|                           |                             |                             |                                | Christina Weibull (1999–2000) |

## Diskografi

### Album
- Crazy Love 1997
- Early Morning Are You Working? 1999

### EP
- Focky Focky No Pay 1995
- Bolero! 1999
- Baby Jane 2000

### Singlar
- Supergrass/Honey Is Cool ("I Know How to Do it", split-7" med Supergrass) 1995
- Nach Heart ("Nach Heart", "To the Pool" och "Invitation") 1997
- There's No Difference ("There's No Difference" och "Melody You Come to Me") 1999

### Fotnoter
1. 1 2 3 4 5  Lovén, Lars. ”Honey Is Cool”. Allmusic.com. http://www.allmusic.com/artist/honey-is-cool-p511356/biography. Läst 15 januari 2012.
2. 1 2 3 4  ”Honey Is Cool”. Discogs.com. http://www.discogs.com/artist/Honey+Is+Cool. Läst 15 januari 2012.